# 源光裕
源光裕（?—?），唐朝官员，相州临漳县（今河北省临漳县）人，出自南凉鲜卑后裔河南源氏。
源光裕的高祖父隋朝刑部侍郎源师（源師民、字踐言），曾祖父比部郎中源崑玉，祖父比部郎中源翁歸，父亲涇州刺史源脩業。
源光裕有令名，为官清谨，对待诸弟以友义闻名。担任中书舍人时，与杨滔、刘令植等一起删定《开元新格》。历任刑部侍郎、户部侍郎、尚书左丞。唐玄宗开元十一年（723年）祭皇地祇于汾阴乐章十一首，送神用《顺和》：“方丘既膳，嘉飨载谧。齐敬毕诚，陶匏贵质。秀簠丰荐，芳俎盈实。永永福流，其升如日。”为时任尚书右丞源光裕所作。开元十三年（725年），朝廷选诸司长官为刺史，以大理卿源光裕为郑州刺史，称为良吏。同时担任刺史的有吏部侍郎许景先由为虢州刺史，兵部侍郎寇泚为宋州刺史，礼部侍郎郑温琦为邠州刺史，大理少卿袁仁敬为杭州刺史，鸿胪少卿崔志廉为襄州刺史，卫尉少卿李升期为邢州刺史，太仆少卿郑放为定州刺史，国子司业蒋挺为湖州刺史，左卫将军裴观为沧州刺史，卫率崔诚为遂州刺史，共十一人。源光裕在官任上去世。其子源洧、源衍。